# Бушман, Марко
Марко Бушман (нем. Marco Buschmann, род. 1 августа 1977, Гельзенкирхен) — немецкий политик, член Свободной демократической партии. Министр юстиции (2021—2024).

## Биография
Родился 1 августа 1977 года в Гельзенкирхене.
В 2004 году окончил Боннский университет, сдав первый государственный экзамен по юриспруденции. В 2007 году сдал второй государственный экзамен и был принят в коллегию адвокатов. В 2016 году получил в Кёльнском университете степень доктора права.
В 1994 году вступил в молодёжную организацию Свободной демократической партии «Молодые либералы», с 1998 по 2003 год входил в расширенный федеральный совет этой организации. В 2009 году избран в бундестаг, а в 2010 году возглавил окружное отделение СвДП в Гельзенкирхене.
В 2013 году против Бушмана были выдвинуты обвинения в лоббировании интересов международной юридической компании White & Case, в которой он до начала политической карьеры занимался адвокатской практикой.
В 2013 году покинул бундестаг, в 2012—2014 годах занимал должности генерального секретаря отделения СвДП в федеральной земле Северный Рейн-Вестфалия, в июне 2014 года стал политическим директором партии.
В 2017 году вернулся в бундестаг, в октябре того же года избран главным парламентским организатором СвДП.
8 декабря 2021 года было приведено к присяге правительство Олафа Шольца, в котором Бушман получил портфель министра юстиции.
7 ноября 2024 года Бушман вышел из правительстве в ходе начавшегося политического кризиса, связанного с выходом СвДП из коалиции.